# Задыхина, Клавдия Леонтьевна
Клавдия Леонтьевна Задыхина (27 марта 1907, Чарджоу — 30 декабря 1969, Москва) — советский этнограф, специалист по Средней Азии.

## Биография
К. Л. Задыхина родилась в 1907 г. в г. Чарджоу (ныне Туркменистан) в семье рабочего-железнодорожника. В 1931 г. К. Л. Задыхина закончила Ленинградский институт истории и лингвистики по среднеазиатскому циклу (специальность тюркология), после чего проходила аспирантуру, сначала в Государственном Музее этнографии, а затем в Институте этнографии АН СССР.
17 марта 1941 г. она успешно защитила диссертацию на степень кандидата исторических наук по теме «Туленгуты у казахских ханов и султанов в XVIII—XIX вв.». Ею был написан очерк «Казахи» (окончательный вариант по совершенно новой схеме был издан уже после войны, в начале 60-х г г .), а также две статьи по этнографии казахов для БСЭ: «Казахи» и «Этнический состав населения Казахской ССР» (т. 19).
В послевоенные годы К. Л. Задыхина стала одним из активных сотрудников Хорезмской археолого-этнографической экспедиции, и в центре её научных интересов оказалась этнография узбеков. Интересы её были весьма многообразны. Она занималась в равной мере узбеками низовий Аму-Дарьи, Каршинскими и Сурхандарьинскими узбеками, узбеками Ферганской долины и Ташкента.
К. Л. Задыхина работала в Ленинградском отделении Института этнографии АН СССР до 1964 г., вплоть до выхода на пенсию в связи с болезнью.

## Научная деятельность
К. Л. Задыхина автор таких работ как: исследование о пережитках возрастных классов у узбеков с привлечением широкого
сравнительного материала по этнографии других .народов Средней Азии («Пережитки возрастных классов у народов Средней Азии». «Труды Ин-та этнографии АН СССР», нов. серия, 1951, т. XIV), очерки, характеризующие различные стороны культуры, быта и социальных отношений узбеков низовьев Аму-Дарьи.
Она составила карту размещения населения в бассейне Кашка-Дарьи. Этой же теме посвящена статья «Некоторые вопросы изучения этнического состава населения бассейна Кашка-Дарьи и Сурхан-Дарьинской области Узбекской ССР» («Краткие сообщения Ин-та этнографии АН СССР», 1962, в. 37).
К. Л. Задыхина принимала активное участие и в создании этнографической серии «Народы мира». Так, для тома «Народы Передней Азии» (1957 г.) ею написан раздел «Узбеки». В первом томе «Народов Средней Азии и Казахстана» помещены работы К. Л. Задыхиной «Одежда узбеков» и «Общественный и семейный быт узбеков», написанные в соавторстве с О. А. Сухаревой и М. А. Бикжановой.